# Sterope (Tochter des Akastos)
Sterope (altgriechisch Στερόπη Sterópē, deutsch ‚Blitz‘) ist in der griechischen Mythologie eine Tochter des Akastos, des Königs von Iolkos, und der Astydameia. Sie war die Schwester von Laodameia und Sthenele, ihre Brüder sind namentlich nicht bekannt. 
Ihr Name wird einzig im Zusammenhang mit der Intrige Astydameias gegen Peleus genannt. Nachdem Astydameia vergeblich versucht hatte, den nach Iolkos geflohenen Peleus zu verführen, ließ sie seiner Gemahlin Antigone (Tochter des Eurytion) die Nachricht zukommen, er wolle Sterope heiraten. Daraufhin erhängte sich Antigone.